# Josep Maria Figueras i Anmella
Josep Maria Figueras i Anmella (Barcelona, 22 de juny de 1926 — 29 de setembre de 2011) va ser un metge traumatòleg i cirurgià ortopèdic català. És reconegut internacionalment pel seu coneixement en la medicina de l'esport i per la llarga dedicació als esports de muntanya, principalment a l'esquí, i per les activitats que hi va promoure, incloent-hi l'escoltisme. Destaquen les seves intervencions en diferents Jocs Olímpics i Campionats del Món d'Esports d'Hivern com a metge de l'equip espanyol d'esquí. El 2003 va rebre la Creu de Sant Jordi.

## Biografia
El 1942, amb només 16 anys, Figueras va entrar al món de l'esquí com a corredor en totes les disciplines i com a monitor de l'Escola d'Esquí de La Molina. Sis anys més tard va ser preseleccionat per anar als Jocs Olímpics de Saint Moritz, però una lesió el va apartar del somni de tot esquiador. Entre el 1950-1951 va començar a exercir de metge a la Clínica de La Molina que, per aquells anys, ocupava una habitació del xalet del Centre Excursionista de Catalunya. Amb el temps, aquella clínica es va traslladar a una de les suites de l'Hotel Adserà. No va ser fins al 1969 que es va inaugurar la Clínica, pròpiament dit, de La Molina i de la qual se'n va fer càrrec el mateix Dr. Figueras.
El 1956 va estar present als seus primers Jocs Olímpics a Cortina d'Ampezzo ja com a metge traumatòleg de l'equip espanyol d'esquí, que no va deixar fins als Jocs Olímpics del 1988 a Calgary.
Josep Maria Figueras és considerat com un dels pioners en la medicina esportiva i també en la pràctica de l'esquí. Els més de 65 anys dedicats als esports d'hivern l'han deixat un grapat d'anècdotes personals. Una d'elles és la que va viure amb el Rei Joan Carles, qui va patir un accident a les pistes suïsses de Gstaad. Figueras, que en aquell moment es trobava a 100 quilòmetres de la localitat suïssa gaudint d'uns dies de descans, va ser localitzat per la Casa Reial. Tres hores més tard, i preguntant-se com havia estat localitzat, ja es trobava atenent al Rei Joan Carles qui va patir una fissura de pelvis.
A banda del Rei, per les mans de Figueras han passat els més grans esquiadors de l'època i fins i tot, noms andorrans com l'actual president de la FAE, Albert Coma. El seu coneixement en la prevenció d'accidents d'hivern també el van portar a Andorra l'any 2002, on va ser membre del comitè d'honor del 25º Congrés SITEMSH al Pas de la Casa-Grau Roig. Figueras ha estat cap del Servei de Cirurgia i Traumatologia de l'Hospital de la Creu Roja i és membre emèrit de la Societat Catalana de Cirurgia Ortopèdica i Traumatologia. El 2001 va rebre la medalla Josep Trueta al mèrit sanitari i el 2003 la Creu de Sant Jordi atorgada per la Generalitat de Catalunya.